# Xã Lower Gwynedd, Quận Montgomery, Pennsylvania
Xã Lower Gwynedd (tiếng Anh: Lower Gwynedd Township) là một xã thuộc quận Montgomery, tiểu bang Pennsylvania, Hoa Kỳ. Năm 2010, dân số của xã này là 11.405 người.